# Inga Möllerberg
Inga Martha Caroline Möllerberg, född Hellmann 22 februari 1898 i Köln, död 1971, var en svensk målare.  
Hon var dotter till ingenjören Paul Hellmann och skådespelaren Adele Liebetreu samt från 1918 gift med Nils Möllerberg och mor till Carl G. Möllerberg och Stina Sandström.
Frånsett viss handledning av Eric Hallström och Hilding Linnqvist 1932 var hon autodidakt som konstnär. Hon var bosatt i Paris 1919-1928 och gjorde studieresor till bland annat Italien, Tyskland, Nederländerna och Belgien. Hon ställde ut på Galerie Moderne i Stockholm och tillsammans med sin man på Malmö museum. Hon medverkade i en rad samlingsutställningar bland annat med Sveriges allmänna konstförening.  
Hennes konst består av interiörer, stilleben, barnporträtt och landskapsmotiv från Stockholmstrakten eller Kristianstadsslätten. Möllerberg är representerad vid Borås konstmuseum.